# Кампиненсе
«Кампи́ненсе» (порт. Campinense Clube) — бразильский футбольный клуб из города Кампина-Гранди, штат Параиба.

## История
Клуб был основан 12 апреля 1915 года как клуб танцев для местной молодёжи. С 1919 года стал культивироваться футбол, однако спустя год Правление колледжа, при котором была организована эта команда, решила закрыть футбольную секцию из-за постоянных драк и беспорядков, сопровождавших матчи.
В 1954 году футбол был возрождён. В 1958 году «Кампиненсе» стал профессиональным клубом.
Одними из лучших лет в истории команды стало начало 1960-х годов, когда «Кампиненсе» выиграл шесть чемпионатов штата подряд. В 1961 году «Кампиненсе» стал первым представителем своего штата в Кубке Бразилии, единственном на тот момент общенациональном турнире.
В Серии A чемпионата Бразилии «Кампиненсе» провёл пять сезонов — в 1975, 1978, 1979, 1981 и в 2000 годах. В старом Кубке Бразилии представлял штат в 1961—1966 и в 1968 годах. В Серии B провёл в общей сложности восемь сезонов. В Серии C сезон 2011 стал для команды девятым.
По состоянию на 2022 год «Кампиненсе» с 22 чемпионскими титулами занимает второе место в иерархии футбола штата, уступая лишь 30-кратному чемпиону «Ботафого Параибано».

## Достижения
- Чемпион штата Параиба (22): 1960, 1961, 1962, 1963, 1964, 1965, 1967, 1971, 1972, 1973, 1974, 1979, 1980, 1991, 1993, 2004, 2008, 2012, 2015, 2016, 2021, 2022
- Вице-чемпион Бразилии в Серии B (1): 1972
- Вице-чемпион Бразилии в Серии D (1): 2021
- Обладатель Кубка Нордесте (1): 2013
- Финалист Кубка Нордесте (1): 2016